# A Son Is Born
A Son Is Born è un film del 1946 diretto da Eric Porter.

## Produzione
Il film fu prodotto dalla Eric Porter Studios.

## Distribuzione
Distribuito dalla British Empire Films Australia, il film venne presentato in prima a Sydney il 20 settembre 1946.